# العلاقات السيراليونية النيبالية
العلاقات السيراليونية النيبالية هي العلاقات الثنائية التي تجمع بين سيراليون ونيبال.

## مقارنة بين البلدين
هذه مقارنة عامة ومرجعية للدولتين:
| وجه المقارنة                                              | سيراليون       | نيبال                             |
| --------------------------------------------------------- | -------------- | --------------------------------- |
| المساحة (كم2)                                             | 71.74 ألف      | 147.18 ألف                        |
| عدد السكان (نسمة)                                         | 7.56 مليون     | 29.40 مليون                       |
| الكثافة السكانية (ن./كم²)                                 | 105.38         | 199.76                            |
| العاصمة                                                   | فريتاون        | كاتماندو                          |
| اللغة الرسمية                                             | لغة إنجليزية   | اللغة النيبالية                   |
| العملة                                                    | ليون سيراليوني | روبية نيبالية                     |
| الناتج المحلي الإجمالي (بليون دولار)                      | 3.77 مليار     | 24.47 مليار                       |
| الناتج المحلي الإجمالي (تعادل القوة الشرائية) بليون دولار | 10.13 مليار    | 70.20 مليار                       |
| الناتج المحلي الإجمالي الاسمي للفرد دولار أمريكي          | 653            | 743                               |
| الناتج المحلي الإجمالي للفرد دولار أمريكي                 | 1.97 ألف       | 2.37 ألف                          |
| مؤشر التنمية البشرية                                      | 0.413          | 0.548                             |
| رمز المكالمات الدولي                                      | +232           | +977                              |
| رمز الإنترنت                                              | .sl            | .np                               |
| المنطقة الزمنية                                           | 00             | UTC+05:45، التوقيت الموحد لنيبال ‏ |

## منظمات دولية مشتركة
يشترك البلدان في عضوية مجموعة من المنظمات الدولية، منها:
| علم المنظمة | اسم المنظمة                                                | تاريخ انضمام سيراليون | تاريخ انضمام نيبال |
| ----------- | ---------------------------------------------------------- | --------------------- | ------------------ |
|             | مؤسسة التنمية الدولية                                      | 13 نوفمبر 1962        | 6 مارس 1963        |
|             | يونسكو                                                     | 28 مارس 1962          | 1 مايو 1953        |
|             | مؤسسة التمويل الدولية                                      | 10 سبتمبر 1962        | 7 يناير 1966       |
|             | منظمة حظر الأسلحة الكيميائية                               | ?                     | ?                  |
|             | الأمم المتحدة                                              | 27 سبتمبر 1961        | 14 ديسمبر 1955     |
|             | منظمة الشرطة الجنائية الدولية                              | ?                     | ?                  |
|             | البنك الدولي للإنشاء والتعمير                              | 10 سبتمبر 1962        | 6 سبتمبر 1961      |
|             | الاتحاد البريدي العالمي                                    | ?                     | ?                  |
|             | المركز الدولي لتسوية المنازعات الاستشارية                  | 14 أكتوبر 1966        | 6 فبراير 1969      |
|             | وكالة ضمان الاستثمار متعدد الأطراف                         | 20 يونيو 1996         | 9 فبراير 1994      |
|             | العملية المشتركة للاتحاد الأفريقي والأمم المتحدة في دارفور | ?                     | ?                  |
|             | منظمة التجارة العالمية                                     | ?                     | ?                  |

## وصلات خارجية
- موقع وزارة الخارجية النيبالية